# Philippe Boesmans
Philippe Boesmans (* 17. Mai 1936 in Tongern; † 10. April 2022 in Brüssel) war ein belgischer Komponist.

## Leben
Philippe Boesmans studierte Klavier am Königlichen Konservatorium Lüttich (Conservatoire Royal de Liège). 1962 wurde er Pianist im Ensemble Musiques Nouvelles, auch produzierte er in der Folgezeit Musiksendungen für den französischsprachigen Kultursender RTBF 3. Als Komponist war er Autodidakt. Seine ersten Kompositionen stammten aus dem Jahre 1960, nachdem ihn Kontakte mit Pierre Froidebise, Henri Pousseur, Célestin Deliège (1922–2010) und André Souris (1899–1970) hierzu angespornt hatten. Ab 1985 war er Hauskomponist der Brüsseler Oper La Monnaie, in deren Auftrag er mehrere Opern komponierte. Eine enge Zusammenarbeit verband ihn mit dem Regisseur Luc Bondy (1948–2015), der vier Opernstoffe für ihn adaptierte und danach die Uraufführungen inszenierte.
Boesmans’ Werke standen regelmäßig auf den Programmen der einschlägigen Festivals, so in Darmstadt, Warschau, Zagreb, Brüssel, Royan, Metz, Avignon und bei den Wiener Festwochen.
Die Uraufführung der Oper Au monde wurde 2015 mit den International Opera Award ausgezeichnet.

## Werke

### Opern
- Attitude für Sopran, zwei Klaviere, Schlagzeug und Synthesizer (1979): mehrsprachiges Monodrama mit zwanzigfacher Wiederholung der Minihandlung
- La Passion de Gilles (1983); Libretto von Pierre Mertens. Uraufführung 18. Oktober 1983, Théâtre Royal de la Monnaie, Brüssel.
- Reigen (1993); Libretto von Luc Bondy nach dem gleichnamigen Drama von Arthur Schnitzler. Uraufführung 4. März 1993, Théâtre Royal de la Monnaie, Brüssel. Deutsche Erstaufführung am Staatstheater Braunschweig 1998.
- Wintermärchen (1999); Libretto von Luc Bondy und Marie-Louise Bischofberger nach dem Stück The Winter’s Tale (Das Wintermärchen) von William Shakespeare. Uraufführung 10. Dezember 1999, Théâtre Royal de la Monnaie, Brüssel. Deutsche Erstaufführung: Staatstheater Braunschweig 2001.
- Julie (2005); Libretto von Luc Bondy und Marie-Louise Bischofberger nach dem Stück Froken Julie von August Strindberg. Uraufführung 8. März 2005, Théâtre Royal de la Monnaie, Brüssel. Deutsche Erstaufführung am Staatstheater Braunschweig 2006.
- Yvonne, princesse de Bourgogne (2009); Libretto von Luc Bondy und Marie-Louise Bischofberger nach dem Stück Iwona Księżniczka Burgunda (dt. Yvonne, die Burgunderprinzessin) von Witold Gombrowicz. Uraufführung 24. Januar 2009, Opéra Garnier, Paris.
- Orchestrierung von Claudio Monteverdis Oper L’incoronazione di Poppea für moderne Instrumente. Deutsche Erstaufführung am Staatstheater Braunschweig 2006.
- Au monde (2014); Libretto von Joël Pommerat nach seinem gleichnamigen Stück. Uraufführung 30. März 2014, Théâtre Royal de la Monnaie, Brüssel. Deutsche Erstaufführung am Theater Aachen 2015.
- Pinocchio (2017); Libretto von Joël Pommerat nach Carlo Collodis Pinocchio. Uraufführung 3. Juli 2017, Grand Théâtre de Provence Aix-en-Provence.
- On purge bébé! (2022); Libretto von Richard Brunal nach Georges Feydeau. Fertiggestellt von Benoît Mernier. Postume Uraufführung 13. Dezember 2022, Théâtre Royal de la Monnaie, Brüssel.

### Instrumentalwerke
- Klavierkonzert (1979)
- Violinkonzert (1980)
- Klavier- und Orgelwerke
- Streichquartette
- Kammermusik